# Gehrenspitze

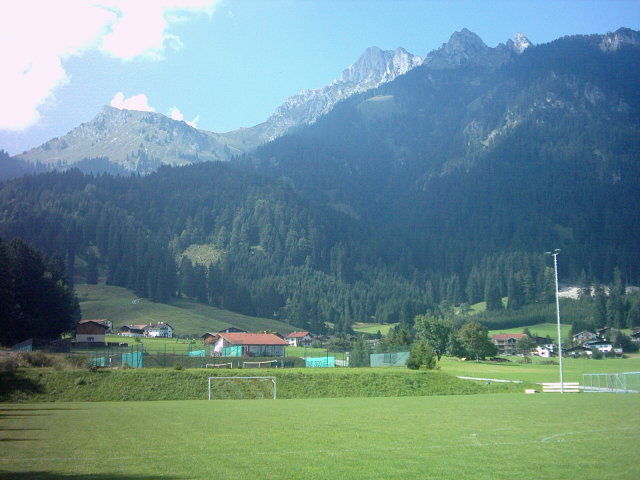
De Schneidspitze, de Gehrenspitze en de Blachenspitze vanaf het voetbalveld in Wängle

De Gehrenspitze is een 2367 meter hoge berg in de Tannheimer Berge, een subgroep van de Allgäuer Alpen, in de Oostenrijkse deelstaat Tirol. Met die hoogte is het de op twee na hoogste bergtop in deze subgroep.

## Ligging
Het bergmassief van de Gehrenspitze vormt het noordoostelijke hoekpunt van het Tannheimer Tal. Ten oosten van de Gehrenspitze liggen het Lechtal en Reutte. Ten westen van de berg ligt de top van de Kellenspitze (2238 meter), in het noorden ligt de Große Schlicke met de Musauer Berg (1510 meter) en ten zuiden van de Gehrenspitze ligt de Schneidspitze of kortweg Schneid (2009 meter).

## Geologie
Zoals de rest van de Tannheimer Berge behoort de Gehrenspitze tot de Noordelijke Kalkalpen. De top van de Gehrenspitze bestaat voor het grootste deel uit zogenaamd Wettersteinkalk. Verder naar het zuiden zijn Partnachcuesta's, noordalpiene Raibler cuesta's, hoofddolomiet en Kössener cuesta's te vinden. Niet zichtbaar is het dieper gelegen muschelkalk. In de nabijheid van de Gehrenspitze schuift de zogenaamde Inntaldecke tegen het Wettersteinmassief.

## Beklimming
De meest gangbare route naar de top van de Gehrenspitze loopt vanuit het zuiden over het Gehrenjoch. Beklimming van de Gehrenspitze kan worden aangevangen in Reutte, in Nesselwängle en in het Raintal. Van daar loopt het pad 417b in een maximale UIAA-moeilijkheidsgraad II over de zuidzijde naar de top van de berg. Verder zijn er diverse andere, veeleisende klimroutes naar de top van de Gehrenspitze aangelegd.